# Porto Empedocle
Porto Empedocle – miejscowość i gmina we Włoszech, w regionie Sycylia, w prowincji Agrigento.
Według danych na styczeń 2010 gminę zamieszkiwały 17 222 osoby przy gęstości zaludnienia 717,9 os./1 km².